# キャプラン
キャプラン株式会社（英語：CAPLAN Corporation）は、かつて存在した日本の人材紹介・人材派遣・教育・研修事業、HRテック導入支援サービス企業。パソナグループの完全子会社。

## 概要
経営理念は、「人を活かして社会に貢献します-Design your Future with CAPLAN-」。
1982年1月に伊藤忠グループの人材紹介会社として創業。貿易・旅行・経理・人事それぞれの職種で未経験から育成して派遣する常用型（育成型）派遣事業や航空会社の客室乗務員（キャビンアテンダント）経験者を「秘書」や「受付」、「採用担当者」等のオフィスワーカーとして派遣する「おもてなしクルー」サービスを展開。かつての親会社であった伊藤忠グループ・JALグループをはじめとして幅広い顧客基盤を持つのが特徴。2006年度オリコンランキングで顧客満足度の高い人材派遣会社1位に選出された。
2009年10月1日、JALグループの総合人材・オフィスサービス会社である株式会社JALビジネスと、同じくJALグループで教育・研修事業を展開するJALアカデミー株式会社と統合。教育・研修事業では、航空会社の客室乗務員（キャビンアテンダント）出身の講師を多く抱え、マナー・接遇を中心に新入社員や若手育成研修の実績は業界トップクラス。接客英語に特化した「おもてなしランゲージ®英語研修」やピザ作りから学ぶ効果的な組織作り「クッキングdeチームビルディング研修」などユニークな研修も展開。将来、客室乗務員を目指している学生の方向けのスクール「JALエアラインアカデミー」やロンドンに本部を置く世界的なワイン教育機関WSET（Wine & Spirit Education Trust）の公式認定スクール「キャプランワインアカデミー」も運営している。
HRテック導入支援事業では、組織・人事、福利厚生、年金、資産運用分野でサービスを提供するグローバル・コンサルティング・ファームのマーサージャパンと提携し、SAP社のタレントマネジメントソリューション「SAP SuccessFactors」の代理店として、グローバルHRの人事戦略から制度設計、SAP SuccessFactorsを活用したタレントマネジメント構築・運用などのオペレーションまでワンストップで提供している。SAP SuccessFactorsの顕著な販売実績とその功績から優れたパートナー企業に贈られる「SAP AWARD」を6年連続で受賞している。また、“働き方を変える”ことを目的とした従業員のストレスフリーと人事DXを加速させるクラウドベースの業務プラットフォーム『ServiceNow HRSD』の導入支援事業を展開している。

## 沿革
- 1982年（昭和57年）1月 - 伊藤忠グループの人材紹介会社として株式会社キャリアプランニングセンターを設立。
- 1986年（昭和61年）10月 - 伊藤忠グループの人材派遣会社として株式会社エイブルスタッフ設立
- 1998年（平成10年）10月 - キャリアプランニングセンターとエイブルスタッフが合併、商号を株式会社キャリアプラザに変更。
- 1999年（平成11年）4月 - 株式会社伊藤忠アカデミーから教育研修事業を譲受。
- 2000年（平成12年）10月 - センチュリー・スタッフ株式会社と合併。
- 2002年（平成14年）1月 - 商号をキャプラン株式会社に変更。
- 2008年（平成20年）1月 - 子会社である株式会社リッチフィールド、及びキャプランテクノス株式会社と合併
- 2009年（平成21年）10月 - 株式会社JALビジネス、JALアカデミー株式会社と合併。
- 2012年（平成24年）3月 - 株式会社パソナグループが資本参加。
- 2013年（平成25年）1月 - 株式会社アサヒビールコミュニケーションズを子会社化。
- 2016年（平成28年）7月 - CAPLAN（Thailand）Co., Ltd. を設立
- 2018年（平成30年）6月 - 人材紹介事業（紹介予定派遣・派遣社員の転籍を除く）を株式会社パソナ パソナキャリアカンパニーに統合。
- 2020年（令和2年）
  - 4月 - 人材派遣・請負事業、アウトソーシング事業をパソナへ移管。
  - 8月 - 本社を東京都港区南青山のパソナ スクエアに移転。
- 2023年（令和5年）10月 - 株式会社パソナHRソリューションに吸収合併。

## 主な拠点
- 東京・名古屋・大阪